# Maison Zogu
La maison Zogu est une dynastie européenne ayant donné à l'Albanie son seul roi contemporain, entre 1928 et 1939, Zog Ier. Les titres portés sont ceux de roi des Albanais, gouverneur héréditaire de Mat et prince de Kosovo.

## Historique
L'origine de cette maison remonte à Zogolli Pacha, qui a émigré à Mat à la fin du XVe siècle et en est nommé gouverneur par le sultan ottoman. Avec le temps, la fonction devient héréditaire dans la famille. Le siège familial ancestral se trouve au château de Burgajet à dix kilomètres à l'est de Burrel.
C'est dans ce lieu que nait Ahmet Zogolli le 8 octobre 1895. Ce dernier, soucieux d'effacer ses origines musulmanes, modifie le nom de famille en 1922, préférant « Zogu » à « Zogolli » (du turc Zogoğlu). Il est assurément le membre le plus célèbre de la famille, puisqu'il est couronné roi des Albanais le 1er septembre 1928. Il règne sur l'Albanie jusqu'à l'invasion italienne en 1939 ; la couronne albanaise passe alors à Victor-Emmanuel III.
Cependant, Zog continue à se considérer comme le monarque légitime, n'ayant jamais abdiqué. À sa mort en 1961, son fils Leka lui succède et est proclamé roi des Albanais par les membres de la dernière Assemblée nationale en exil, lors d'une cérémonie au Bristol, à Paris, le 15 avril 1961.
Depuis 2011, le chef de la maison est le prince Leka d'Albanie, le fils du précédent. Leka n'a pas de fils et est le seul descendant vivant du roi Zog. L'actuel héritier présomptif est Skënder Zogu, son cousin germain et descendant du demi-frère aîné du roi Zog.

## Généalogie
- Xhemal Pacha Zogolli (1860-1911)
  - Xhelal Zogu (1881-1944)
    - (1) Skënder Zogu (1933)
    - (2) Mirgin Zogu (1937)
      - (3) Alexandre Zogu (1963)
      - (4) Michel Zogu (1966)

  - Zog Ier (1895-1961)
    - Leka Ier (1939-2011)
      - Leka II (1982)
        - Géraldine Zogu (2020)